# Tên lửa nhiều tầng

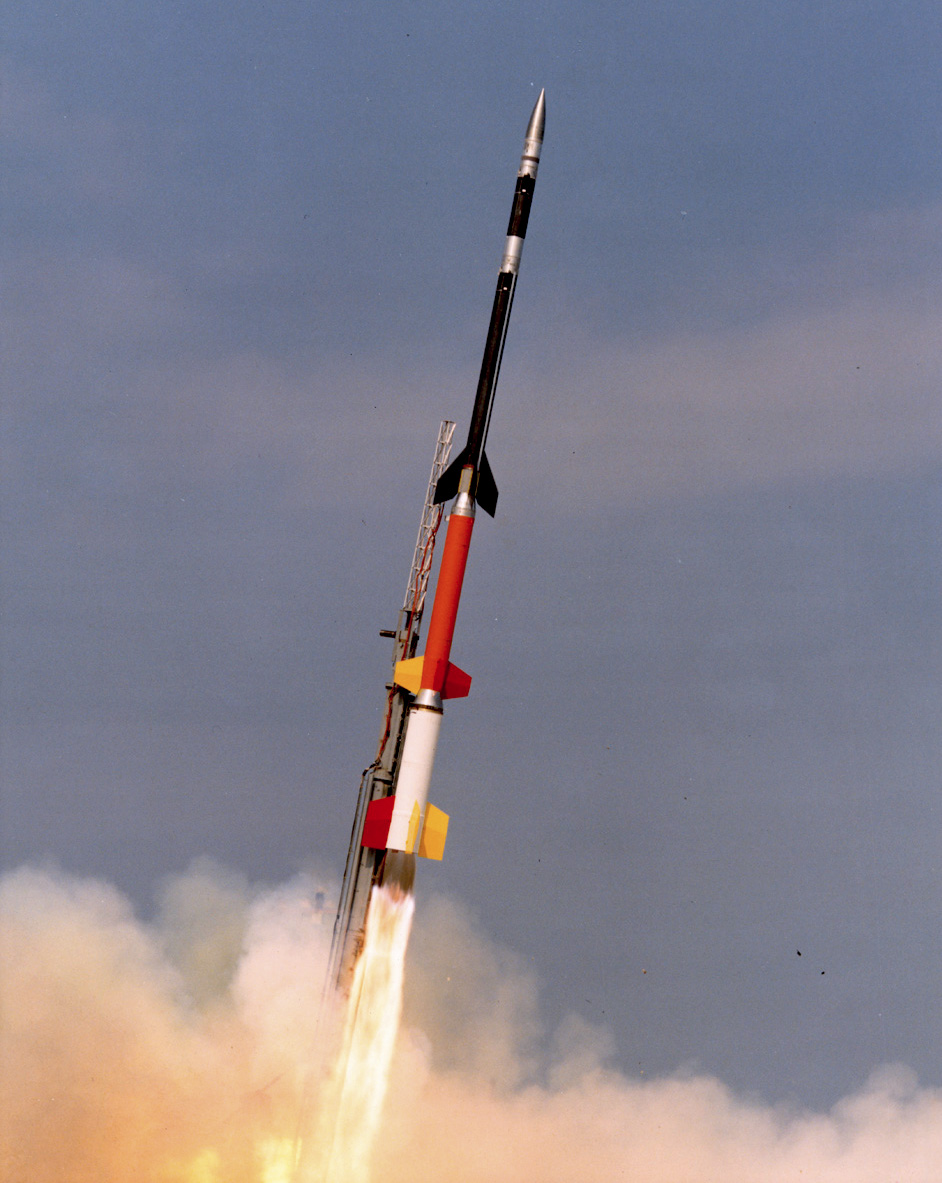
Tên lửa nghiên cứu Black Brant 12 do Bristol Aerospace sản xuất.

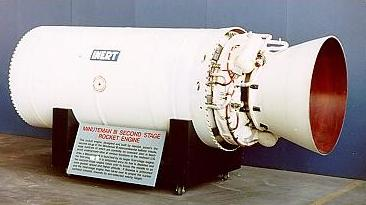
Động cơ trên tầng 2 của tên lửa Minuteman III

Tên lửa nhiều tầng đẩy (tiếng Anh: multistage rocket, hay step rocket) là một phương tiện phóng có thiết kế bao gồm 2 hoặc nhiều tầng tên lửa, mỗi tầng sẽ có động cơ và nhiên liệu riêng biệt. Có hai kiểu thiết kế tầng tên lửa, là kiểu nối tiếp hoặc song song, trong đó kiểu nối tiếp là các tầng tên lửa này được xếp chồng lên tầng tên lửa kia, trong khi đó kiểu song song là các tầng tên lửa được gắn cạnh nhau. Tên lửa thông thường có 2 tầng đẩy, tối đa là có 5 tầng đẩy.
Nhờ thiết kế tách tầng sau khi sử dụng hết nhiên liệu, khối lượng của tên lửa còn lại sẽ được giảm đi. Mỗi tầng đẩy cũng được tối ưu hóa cho điều kiện vận hành riêng biệt, ví dụ như trong môi trường áp suất khí quyển giảm đi ở độ cao lớn. Đồng thời nhờ thiết kế thành nhiều tầng đẩy mà động cơ của các tầng đẩy kế tiếp có thể gia tốc tên lửa và dễ dàng đạt tới vận tốc tối đa hơn.
Với cấu hình tên lửa có tầng đẩy sắp xếp kiểu nối tiếp, tầng đẩy I (first stage) nằm ở dưới cùng và thông thường là tầng đẩy có kích thước lớn nhất, các tầng đẩy II (second stage) và tầng đẩy mang theo tải trọng (upper stage) là tầng đẩy kế tiếp đặt bên trên tầng đẩy I, và có đường kính nhỏ hơn. Đối với cấu hình tên lửa có các tầng đẩy đặt song song nhau, thông thường là tầng đẩy tăng cường nhiên liệu rắn hoặc lỏng để hỗ trợ bổ sung lực đẩy cho tên lửa chính. Tầng đẩy tăng cường này thường được gọi là tầng 0 (stage 0). Trong phần lớn các trường hợp, tầng đẩy 1 và động cơ đẩy tăng cường được kích hoạt để đẩy tên lửa bay lên. Khi động cơ đẩy tăng cường tiêu thụ hết nhiên liệu, nó sẽ được tách khỏi phần còn lại của tên lửa (bằng một lượng nổ nhỏ hoặc sử dụng bu lông nổ) và rơi xuống. Tầng đẩy 1 của tên lửa sau đó cũng sẽ sớm tiêu thụ hết nhiên liệu của nó và cũng được tách ra khỏi tên lửa. Phần còn lại của tên lửa bao gồm tầng đẩy 2, lúc này động cơ của tầng đẩy thứ 2 sẽ được kích hoạt. Quy trình kích hoạt động cơ-động cơ tiêu thụ hết nhiên liệu và ngừng hoạt động-tách khỏi thân tên lửa liên tục diễn ra lặp lại như vậy cho đến khi đạt tới vận tốc cuối cùng thiết kế. Trong một số trường hợp ở một vài loại tên lửa, tầng đẩy mang tải trọng upper stage sẽ được kích hoạt trước khi quá trình tách tầng tên lửa bên dưới diễn ra.
Tên lửa nhiều tầng là thiết kế mà bắt buộc phải có để có thể đạt được vận tốc quỹ đạo, các kỹ sư cũng nghiên cứu về khả năng sử dụng phương tiện phóng vũ trụ một tầng đẩy, nhưng chưa thành công.

## Đặc tính

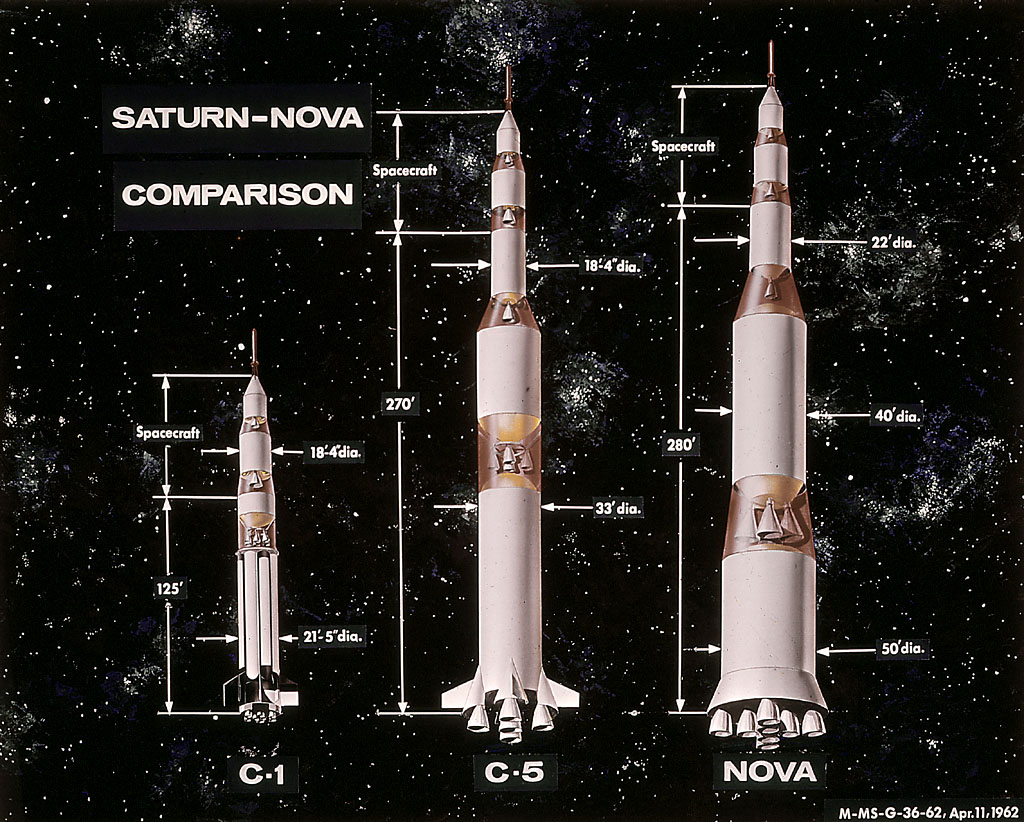
Sơ đồ của tên lửa đẩy Nova cùng với thiết kế của tên lửa C-5 (Chính là tên lửa Saturn V nổi tiếng) cho thấy thiết kế của tên lửa 3 tầng.

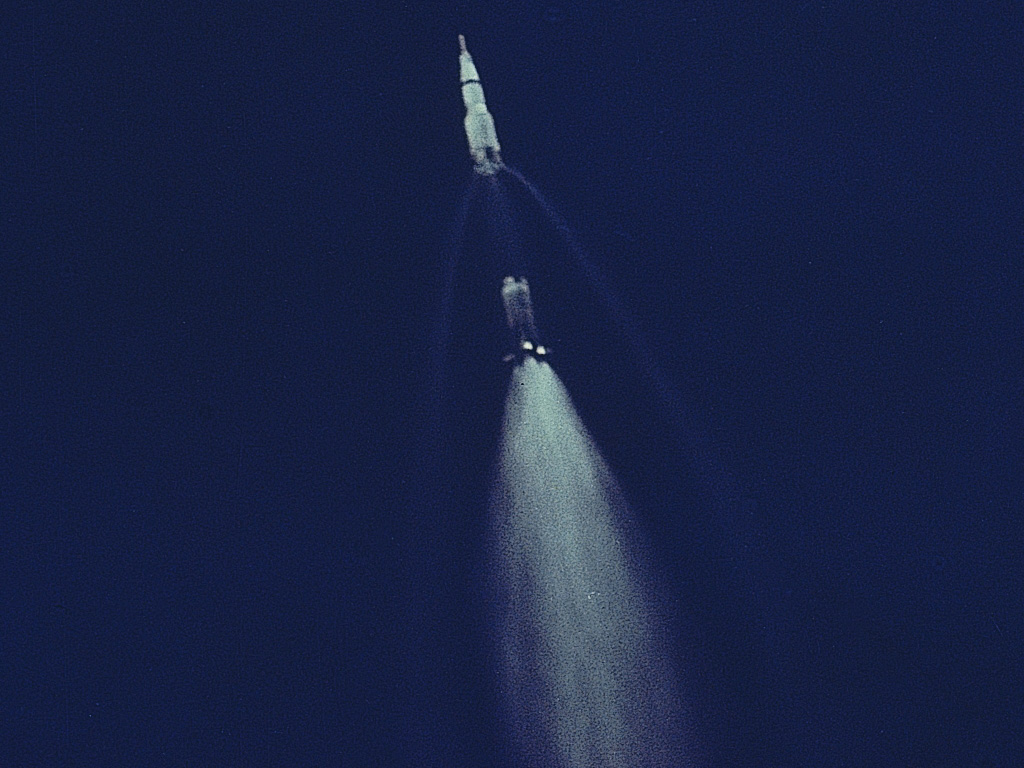
Tầng 1 của tên lửa Saturn V đang được tách ra trong sứ mệnh Apollo 11

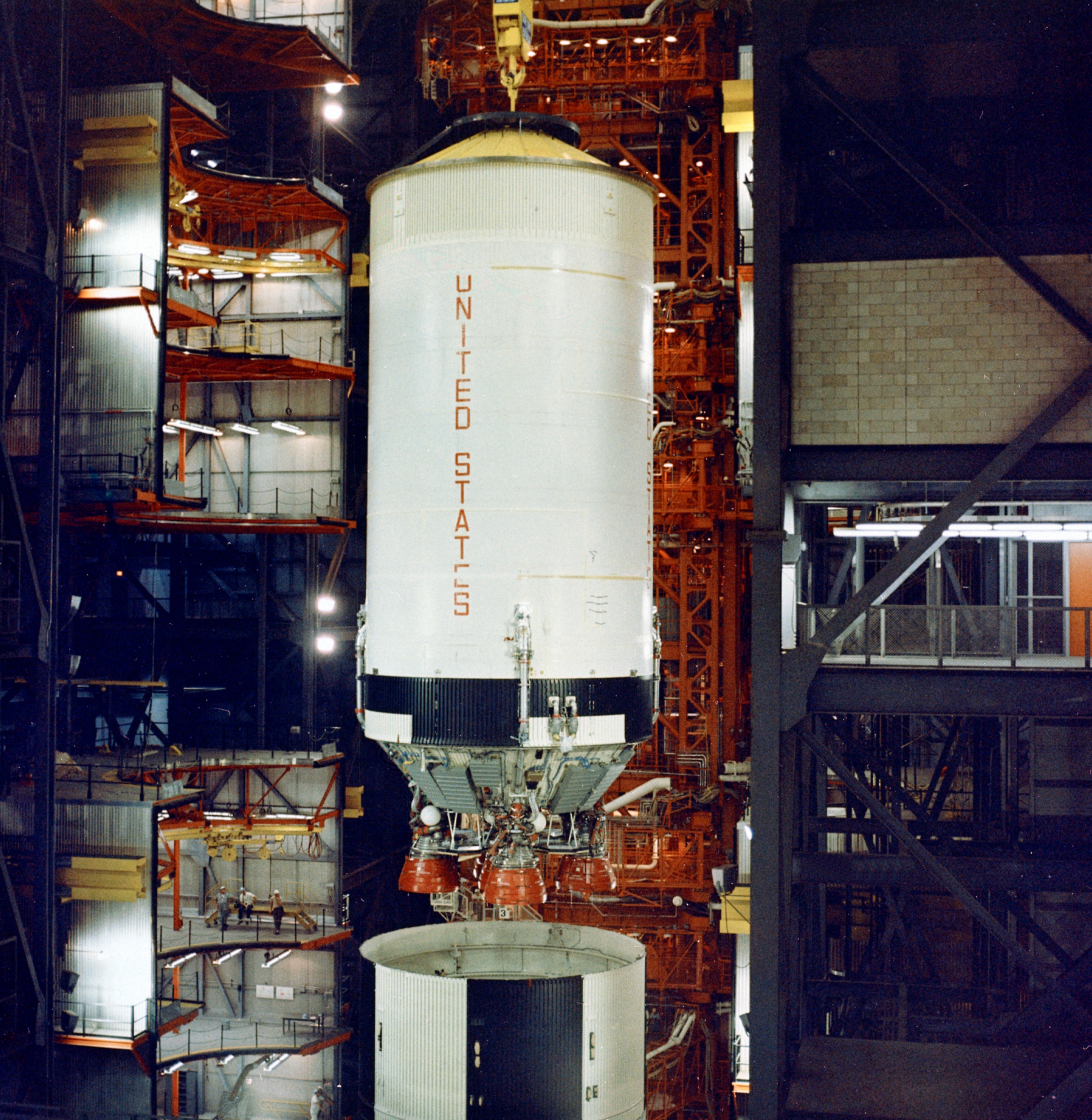
Tầng 2 của tên lửa Saturn V đang được hạ xuống để ghép vào tầng 1.

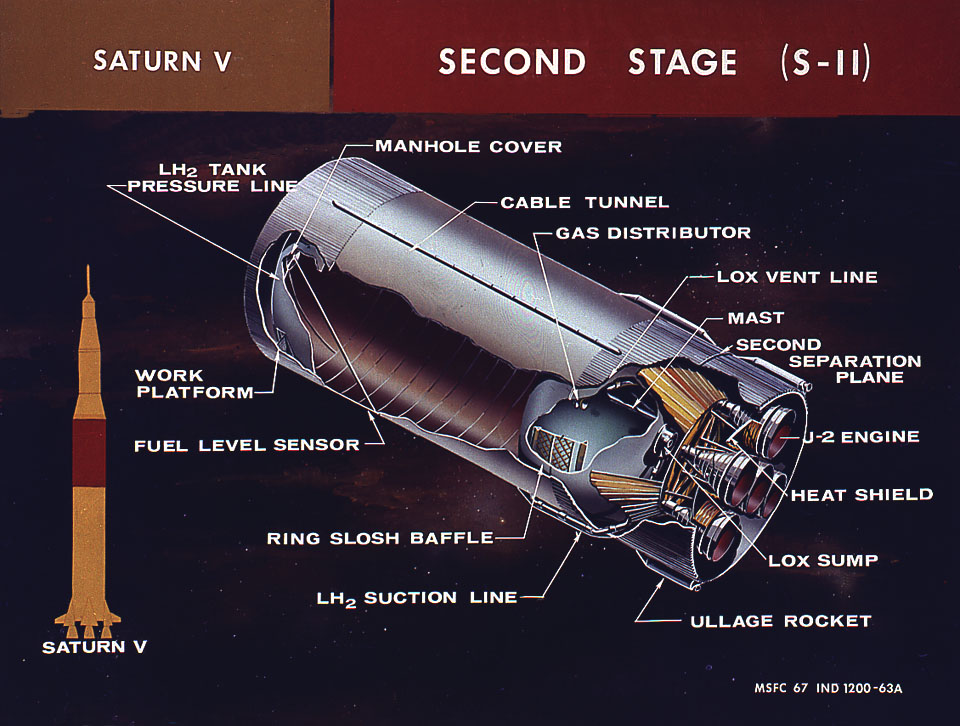
Sơ đồ của tầng 2 tên lửa Saturn V và vị trí của nó trong tên lửa đẩy.

Lí do để thiết kế tên lửa chia làm nhiều tầng đẩy là giới hạn của các định luật vật lý áp dụng lên tốc độ tối đa có thể đạt được của tên lửa phụ thuộc vào tỉ lệ cho trước giữa khối lượng tên lửa lúc phóng chia cho khối lượng tên lửa sau khi đã cạn nhiên liệu. Mối liên hệ này được tính theo phương trình tên lửa Tsiolkovsky:
{\displaystyle \Delta v=v_{\text{e}}\ln \left({\frac {m_{0}}{m_{f}}}\right)}
trong đó:
{\displaystyle \Delta v\ } là delta-v của phương tiện phóng (biến thiên vận tốc cộng với tổn thất do trọng lực và lực cản khí quyển);
{\displaystyle m_{0}} là khối lượng ban đầu lúc phóng của tên lửa, bằng khối lượng rỗng của tên lửa cộng với khối lượng của chất đẩy của tên lửa, còn gọi là khối lượng "ướt";
{\displaystyle m_{f}} là khối lượng cuối cùng của tên lửa, sau khi tên lửa đã sử dụng hết nhiên liệu, còn gọi là khối lượng "khô";
{\displaystyle v_{\text{e}}} là vận tốc xả khí hiệu dụng (phụ thuộc vào loại nhiên liệu, thiết kế của động cơ và điều kiện hoạt động của miệng xả);
Để có delta v cần thiết để tên lửa đưa tải trọng vào quỹ đạo Trái đất tầm thấp, tỉ lệ giữa khối lượng ướt/khối lượng khô phải lớn hơn tỉ lệ tương ứng của tên lửa thiết kế một tầng đẩy. Tên lửa nhiều tầng đã vượt qua được giới hạn này nhờ nó có nhiều tầng riêng biệt và chia nhỏ delta v theo từng tầng. Cứ mỗi khi tầng đẩy bên dưới được tách bỏ, và tầng đẩy kế tiếp được kích hoạt, thì phần còn lại của tên lửa đã có một vận tốc ban đầu trước khi tách tầng. Khối lượng "khô" của mỗi tầng đẩy thấp hơn bao gồm cả khối lượng nhiên liệu tên lửa ở các tầng đẩy bên trên, và khối lượng "khô" của toàn bộ tên lửa sẽ giảm dần nhờ tách bỏ các tầng tên lửa đã sử dụng hết nhiên liệu.
Một ưu điểm khác là mỗi tầng đẩy sẽ có khả năng sử dụng các động cơ khác nhau, phù hợp với các điều kiện hoạt động khác nhau của tên lửa. Động cơ tên lửa của các tầng đẩy bên dưới sẽ được thiết kế để hoạt động trong môi trường khí quyển, trong khi động cơ sử dụng trên tầng đẩy mang tải trọng sẽ được thiết kế để hoạt động trong môi trường gần chân không. Tầng đẩy thấp hơn sẽ cần có kết cấu cứng vững hơn các tầng bên trên do chúng phải đỡ toàn bộ các tầng đẩy bên trên nó. Việc tối ưu cấu trúc của các tầng đẩy tên lửa sẽ giúp làm giảm tổng trọng lượng của phương tiện phóng.
Nhược điểm của việc chia tên lửa thành nhiều tầng là việc chế tạo tên lửa nhiều tầng sẽ phức tạp và khó khăn hơn việc chế tạo tên lửa một tầng đẩy. Ngoài ra, mỗi tầng đẩy riêng biệt sẽ tăng số lượng lỗi hỏng hóc có thể xảy ra, lỗi khi tiến hành việc tách tầng đẩy, lỗi kích hoạt động cơ, hay va chạm giữa các tầng đẩy. Tuy nhiên, lợi thế về chi phí là rất lớn nên mọi tên lửa đẩy dùng để đưa tàu vũ trụ lên quỹ đạo đều có thiết kế chia làm nhiều tầng.
Một đại lượng vật lý thông dụng nhất dùng để đánh giá hiệu suất của tên lửa là xung lực đẩy riêng, được định nghĩa bằng lực đẩy chia cho tỉ lệ tiêu thụ thuốc phóng (theo giây) của tên lửa:
{\displaystyle I_{\mathrm {sp} }} = {\displaystyle \ {\frac {T}{{\frac {dm}{dt}}g_{\mathrm {0} }}}}
Hay là
{\displaystyle T=I_{\mathrm {sp} }g_{\mathrm {0} }{\frac {dm}{dt}}}
Các phương trình này cho thấy xung lực riêng cao hơn thì tên lửa sẽ có hiệu suất lớn hơn, có khả năng đốt nhiên liệu trong thời gian dài hơn. Đối với tên lửa nhiều tầng, các tầng đẩy đầu sẽ có tỉ lệ xung lực đẩy riêng thấp hơn, tiêu thụ nhiều nhiên liệu, đổi lại là động cơ tạo lực đẩy lớn, giúp tên lửa nhanh chóng leo lên đến độ cao lớn hơn. Các tầng đẩy bên trên thường có xung lực đẩy riêng lớn hơn, bởi vì các tầng đẩy này hoạt động trong môi trường bên ngoài bầu khí quyển và luồng khí phụt của động cơ không phải chống lại áp suất từ khí quyển.
Khi lựa chọn loại động cơ phù hợp cho tầng đẩy bên dưới của tên lửa đẩy, người ta thường quan tâm đến tỉ lệ lực đẩy trên trọng lượng (TWR-Thrust Weight Ratio), được tính bởi công thức:
{\displaystyle TWR={\frac {T}{mg_{\mathrm {0} }}}}
Tỉ lệ lực đẩy/trọng lượng thông thường của tên lửa đẩy nằm trong khoảng từ 1,3 đến 2. Một thông số khác mà các kỹ sư phải tính đến khi thiết kế tên lửa đẩy là thời gian đốt nhiên liệu, là thời gian kể từ khi động cơ tên lửa được kích hoạt cho đến khi nó cạn kiệt thuốc phóng. For most non-final stages, lực đẩy và xung lực đẩy riêng có thể coi là không đổi, khi đó phương trình thời gian đốt nhiên liệu là:
{\displaystyle \Delta {t}={\frac {I_{\mathrm {sp} }g_{\mathrm {0} }}{T}}\times (m_{\mathrm {0} }-m_{\mathrm {f} })}
Với {\displaystyle m_{\mathrm {0} }} và {\displaystyle m_{\mathrm {f} }} lần lượt là khối lượng phóng ban đầu và khối lượng sau khi sử dụng hết nhiên liệu của tên lửa. Độ cao và vận tốc của tên lửa đạt được sau khi đốt cháy hết nhiên liệu được tính bằng công thức sau:
{\displaystyle h_{\mathrm {bo} }={\frac {I_{\mathrm {sp} }g_{\mathrm {0} }}{m_{\mathrm {e} }}}\times (m_{\mathrm {f} }~\mathrm {ln} (m_{\mathrm {f} }/m_{\mathrm {0} })+m_{\mathrm {0} }-m_{\mathrm {f} })}
{\displaystyle v_{\mathrm {bo} }={\frac {I_{\mathrm {sp} }g_{\mathrm {0} }m_{\mathrm {0} }}{m_{\mathrm {f} }}}-{\frac {g_{\mathrm {0} }}{m_{\mathrm {e} }}}(m_{\mathrm {0} }-m_{\mathrm {f} })}
Khi giải quyết bài toán tính tổng vận tốc hoặc thời gian đốt nhiên liệu của động cơ cho toàn bộ tên lửa, quy trình chung để thực hiện như sau:
1. Phân chia giải quyết tính toán cho từng tầng đẩy của tên lửa.
2. Tính toán khối lượng ban đầu và khối lượng sau khi đốt hết nhiên liệu đối với từng tầng tên lửa.
3. Tính toán vận tốc đốt nhiên liệu, và cộng nó với vận tốc ban đầu đối với từng tầng tên lửa. Giả thuyết mỗi tầng đẩy kế tiếp được kích hoạt ngay sau khi tầng đẩy bên dưới đốt hết nhiên liệu, khi đó vận tốc của tầng đẩy bên dưới sẽ là vận tốc ban đầu của tầng đẩy bên trên.
4. Lặp lại hai bước trước đó cho đến khi tính được thời gian tầng đẩy sử dụng hết nhiên liệu và/hoặc vận tốc của tầng đẩy cuối cùng mang tải trọng.

Cần lưu ý là sau khi đốt hết nhiên liệu, tên lửa vẫn bay lên cao thêm một khoảng nữa do quán tính và vận tốc cuối của tên lửa lúc đốt hết nhiên liệu là khác 0. Vận tốc và độ cao của tên lửa sau khi đốt cháy hết nhiên liệu có thể dễ dàng được mô hình hóa bằng cách sử dụng các phương trình vật lý cơ bản của chuyển động.
Khi so sánh tên lửa này với tên lửa khác, sẽ không thực tế nếu so sánh trực tiếp đặc điểm nhất định của tên lửa với cùng một đặc điểm của tên lửa khác vì các thuộc tính riêng lẻ của chúng thường không độc lập với nhau. Vì lý do này, tỷ lệ không thứ nguyên đã được thiết kế để cho phép so sánh có ý nghĩa hơn giữa các tên lửa. Đầu tiên là tỷ lệ khối lượng ban đầu so với khối lượng cuối cùng, là tỷ số giữa khối lượng phóng ban đầu của tầng đẩy tên lửa và khối lượng cuối cùng của tầng đẩy tên lửa sau khi tất cả nhiên liệu của nó đã được tiêu thụ. Phương trình cho tỷ lệ này là::
{\displaystyle \eta ={\frac {m_{\mathrm {E} }+m_{\mathrm {p} }+m_{\mathrm {PL} }}{m_{\mathrm {E} }+m_{\mathrm {PL} }}}}
Trong đó {\displaystyle m_{\mathrm {E} }} là khối lượng rỗng của tầng tên lửa, {\displaystyle m_{\mathrm {p} }} là khối lượng của thuốc phóng tên lửa (gồm nhiên liệu và chất oxy hóa), và {\displaystyle m_{\mathrm {PL} }} là khối lượng của tải trọng. Đại lượng hiệu suất không thứ nguyên thứ hai là tỷ lệ cấu trúc, là tỷ số giữa khối lượng rỗng của tầng đẩy tên lửa chia cho khối lượng rỗng cộng với khối lượng thuốc phóng như thể hiện trong phương trình này:
{\displaystyle \epsilon ={\frac {m_{\mathrm {E} }}{m_{\mathrm {E} }+m_{\mathrm {P} }}}}
Đại lượng hiệu suất không thứ nguyên quan trọng cuối cùng là tỷ lệ trọng tải, là tỷ số giữa khối lượng tải trọng và khối lượng tổng hợp của tầng đẩy tên lửa và thuốc phóng:
{\displaystyle \lambda ={\frac {m_{\mathrm {PL} }}{m_{\mathrm {E} }+m_{\mathrm {P} }}}}
Sau khi so sánh ba phương trình cho các đại lượng không thứ nguyên, dễ dàng nhận thấy rằng chúng không độc lập với nhau và trên thực tế, tỷ lệ khối lượng ban đầu và cuối cùng có thể được viết lại theo tỷ lệ cấu trúc ε và tỷ lệ trọng tải λ:
{\displaystyle \eta ={\frac {1+\lambda }{\epsilon +\lambda }}}

## Kích thước của tên lửa

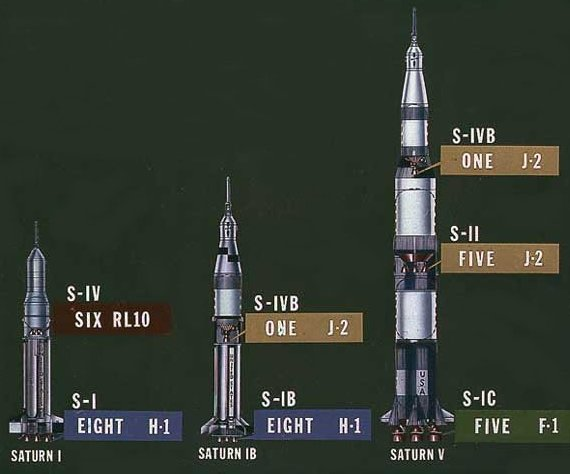
The Saturn family of multistage rockets carrying Apollo spacecraft

Để tính toán kích thước của tên lửa, phải tính được lượng thuốc phóng dựa trên xung lực đẩy riêng của động cơ và tổng xung lực đẩy yêu cầu tính bằng N*s. Phương trình là:
{\displaystyle m_{\mathrm {p} }=I_{\mathrm {tot} }/(g*I_{\mathrm {sp} })}
g là gia tốc trọng trường của Trái đất. Đồng thời cũng cho phép tính toán thể tích dự trữ cần thiết cho nhiên liệu nếu biết khối lượng riêng của nhiên liệu. Thể tích thuốc phóng thu được bằng cách chia khối lượng của thuốc phóng cho khối lượng riêng của nó. Ngoài nhiên liệu cần thiết, khối lượng của bản thân cấu trúc tên lửa cũng phải được xác định, điều này đòi hỏi phải tính đến khối lượng của hệ thống động lực, thiết bị điện tử, dụng cụ, thiết bị điện, v.v. Nhưng đối với thiết kế sơ bộ, có thể thực hiện một cách tiếp cận đơn giản hơn. Khối lượng của phần cứng chuyển tiếp giữa các tầng tên lửa là rất nhỏ và có thể được bỏ qua.
Đối với động cơ tên lửa rắn hiện đại ngày nay, tổng khối lượng thuốc phóng chiếm từ 91 đến 94% khối lượng của tên lửa. Điều quan trọng cần lưu ý là có một lượng nhỏ thuốc phóng còn sót lại bên trong thùng chứa thuốc phóng không cháy hết, và cần được xem xét khi xác định lượng nhiên liệu cho tên lửa. Một ước tính ban đầu phổ biến cho lượng thuốc phóng còn sót lại này là 5%. Với tỷ lệ này và khối lượng của thuốc phóng được tính toán, có thể xác định được khối lượng rỗng của tên lửa. Xác định thể tích của tên lửa nhiên liệu lỏng bipropellant đòi hỏi một cách tiếp cận khác một chút vì cần có hai thùng chứa riêng biệt: một thùng chứa nhiên liệu và một thùng chứa chất oxy hóa. Tỉ lệ giữa khối lượng của chất oxy hóa và nhiên liệu tên lửa được gọi là tỉ lệ hỗn hợp và được cho bởi:
{\displaystyle O/F=m_{\mathrm {ox} }/m_{\mathrm {fuel} }}
Với {\displaystyle m_{\mathrm {ox} }} là khối lượng chất oxy hóa và {\displaystyle m_{\mathrm {fuel} }} là khối lượng của nhiên liệu. Tỉ lệ này không chỉ chi phối kích thước của bể chứa thuốc phóng mà còn quyết định đến xung lực đẩy riêng của động cơ tên lửa. Việc xác định tỉ lệ này sao cho hợp lý phụ thuộc nhiều yếu tố và có thể thay đổi tùy thuộc vào loại kết hợp nhiên liệu và chất oxy hóa đang được sử dụng. Ví dụ, tỷ lệ hỗn hợp của thuốc phóng có thể được điều chỉnh sao cho nó có thể không có xung lực đẩy riêng tối ưu, nhưng sẽ khiến có thể thiết kế các thùng nhiên liệu có kích thước bằng nhau. Điều này sẽ khiến việc sản xuất thùng chứa nhiên liệu, tích hợp hệ thống nhiên liệu với phần còn lại của tên lửa đơn giản và rẻ hơn.

## Thiết kế tầng đẩy nối tiếp và tầng đẩy song song
Tên lửa có thiết kế chia làm nhiều tầng đẩy nối tiếp nhau nghĩa là mỗi tầng đẩy sau khi sử dụng hết nhiên liệu sẽ được tách ra khỏi thân tên lửa, và tầng đẩy kế tiếp tiếp tục được kích hoạt, cứ diễn ra tuần tự như vậy. Trong khi đó, tên lửa có thiết kế tầng đẩy song song thì động cơ của các tầng đẩy tăng cường và động cơ trung tâm sẽ cùng được kích hoạt lúc tên lửa rời bệ phóng, ví dụ tàu con thoi có hai tầng đẩy tăng cường nhiên liệu rắn hoạt động đồng thời với nhau. Sau khi sử dụng hết nhiên liệu, 2 tầng đẩy tăng cường sẽ được tách ra, trong khi đó bể chứa nhiên liệu bổ sung vẫn được giữ lại để cung cấp nhiên liệu cho các tầng đẩy khác. Tầng đẩy tăng cường nhiên liệu rắn có thể được coi là tầng 0, có thể định nghĩa như là một tên lửa đẩy phụ, bên cạnh tên lửa đẩy chính. Do đó khối lượng cuối cùng của tầng đẩy 1 sẽ có thể tính bằng khối lượng rỗng của tầng 1, tầng 2 và tầng đẩy mang tải trọng.

## Tầng đẩy mang tải trọng
Tầng đẩy mang tải trọng sẽ hoạt động trong môi trường độ cao lớn và rìa vũ trụ, ở môi trường này khí quyển rất loãng hoặc là chân không. Điều này giúp làm giảm áp suất buồng đốt và áp suất miệng xả khí với tỉ lệ giãn nở chân không tối ưu. Một số tầng đẩy mang tải trọng, đặc biệt như các tầng đẩy Delta-K hoặc tầng đẩy 2 của tên lửa Ariane 5 ES sử dụng thuốc phóng Hypergolic, sử dụng khí Heli để đẩy nhiên liệu và chất oxy hóa vào buồng đốt mà không cần tổ hợp máy bơm tuốc bin. Các tầng đẩy như Centaur hay DCSS sử dụng động cơ nhiên liệu Hydro lỏng chu trình giãn nở, hoặc động cơ chu trình tạo khí như động cơ HM7B của tên lửa Ariane 5 và động cơ J-2 của tầng đẩy S-IVB tên lửa đẩy Saturn V.
Các tầng đẩy mang tải trọng thường được sử dụng để hoàn thành việc tiềm nhập quỹ đạo và gia tốc tải trọng mà nó mang theo vào quỹ đạo có mức năng lượng cao hơn ví dụ như GTO hoặc dùng để đưa vệ tinh vượt ra khỏi quỹ đạo Trái đất.

## Lắp ráp
Mỗi tầng tên lửa đẩy được chế tạo riêng tại nhà máy, sau đó chúng sẽ được vận chuyển đến bệ phóng, sau đó tại đây chúng sẽ được lắp ráp lại trước khi được phóng lên vũ trụ. Các phương tiện phóng dưới quỹ đạo hoặc các tên lửa cỡ nhỏ thường được lắp ghép trực tiếp tại bệ phóng bằng cần cẩu, tuy nhiên đối với các tên lửa đẩy cỡ lớn thì cần phải có tòa nhà lắp ráp riêng biệt trước khi di chuyển tên lửa ra bệ phóng. Ví dụ như tàu con thoi được lắp ráp và sau đó di chuyển đến bệ phóng theo phương thẳng đứng trên xe chuyên dụng. Ngược lại dòng tên lửa đẩy Soyuz của Nga và SpaceX Falcon 9 được lắp ráp và vận chuyển ra bệ phóng khi ở trạng thái nằm, sau đó được dựng lên thẳng đứng tại bệ phóng tên lửa.

## Mảnh vỡ vũ trụ
Các tầng đẩy tên lửa sau khi dùng hết nhiên liệu sẽ trở thành rác trôi nổi vô chủ trong vũ trụ trong nhiều năm.

## Lịch sử và phát triển
Diễn giải và minh họa cổ nhất về tên lửa nhiều tầng là vào thế kỷ 14 của Jiao Yu và Lưu Bá Ôn trong Huolongjing - một chuyên luận về quân sự. Nó có dạng tên lửa hai tầng với tầng đẩy tăng cường có chứa thuốc phóng, có nhiệm vụ châm ngòi cho các mũi tên nhỏ chứa bên trong đầu của tên lửa, với hình dạng của một con rồng đang há miệng.
Người Triều Tiên vào thế kỷ 14 cũng từng có thứ vũ khí tên lửa có tên Juhwa (走火) được phát minh bởi Choe Museon. Tên lửa có chiều dài 15 cm và 13 cm; đường kính là 2,2 cm. Nó được gắn vào mũi tên dài 110 cm, và theo ghi chép nó có khả năng bắn xa 200 m. Những nghiên cứu đầu tiên về tên lửa nhiều tầng được thực hiện tại châu Âu vào năm 1551 bởi kỹ sư người Áo Conrad Haas (1509–1576), một chuyên gia về súng pháo tại thị trấn Hermannstadt, Transylvania (nay là Sibiu/Hermannstadt, Romania). Đồng thời tên lửa nhiều tầng cũng được nghiên cứu độc lập bởi ít nhất là 5 người nữa:
- Kazimieras Simonavičius của Liên bang Ba Lan và Lietuva (1600–1651)[10][11][12]
- Konstantin Tsiolkovsky (1857–1935)
- Robert Goddard (1882–1945)
- Hermann Oberth (1894–1989), sinh tại Hermannstadt, Transylvania
- Louis Damblanc (1889–1969), sinh tại Lectoure, Pháp

Mẫu tên lửa nhiều tầng tốc độ cao đầu tiên là tên lửa RTV-G-4 Bumper thử nghiệm tại Trung tâm thử nghiệm tên lửa White Sands và sau đó tại Trung tâm phóng tên lửa Mũi Cape Canaveral từ năm 1948 đến năm 1950. Những thử nghiệm này bao gồm cả tên lửa V-2 và tên lửa nghiên cứu WAC Corporal. Tên lửa đã đạt được độ cao lớn nhất là 393 km vào ngày 24/2/1949, tại White Sands.
Năm 1947, nhà khoa học tên lửa của Liên Xô Mikhail Tikhonravov đã phát triển lý thuyết về tên lửa gồm nhiều tầng đẩy đặt song song. Theo sơ đồ của ông, 3 tầng đẩy tăng cường sẽ được kích hoạt vào lúc tên lửa cất cánh, nhưng cả ba động cơ được cấp nhiên liệu từ hai tầng đẩy gắn ngoài, cho đến khi chúng cạn nhiên liệu và được tách bỏ, thiết kế khiến tên lửa có hiệu quả cao hơn là tầng đẩy đặt theo chuỗi, do tầng tên lửa thứ 2 không phải là tải trọng vô ích. Năm 1951, nhà khoa học Liên Xô Dmitry Okhotsimsky đã tiến hành những nghiên cứu tiên phong về thiết kế tên lửa tầng đẩy nối tiếp và song song, mà không phải bơm nhiên liệu giữa các tầng tên lửa. Những nghiên cứu này đã trở thành tiền đề cho tên lửa R-7 Semyorka. Tên lửa đẩy Atlas I và Atlas II cũng có thiết kế tầng đẩy song song với 3 động cơ tên lửa đặt thẳng hàng: 2 động cơ đẩy bên ngoài được sử dụng trong giai đoạn phóng ban đầu, sau khi chúng ngừng hoạt động sẽ được tách ra, để lại một động cơ chính duy nhất đẩy tên lửa vào quỹ đạo.

## Tên lửa đẩy 3 tầng
Tên lửa đẩy 3 tầng là loại tên lửa đẩy phổ biến để phóng vào quỹ đạo Trái Đất, trong đó nó sử dụng 3 tầng đẩy để đạt được vận tốc quỹ đạo.

### Một số ví dụ về tên lửa 3 tầng
- Saturn V[13]
- Vanguard[14]
- Ariane 4 (có tầng đẩy tăng cường)
- Ariane 2
- Ariane 1 (bốn tầng)
- GSLV (ba tầng đẩy + tầng đẩy tăng cường)
- PSLV (bốn tầng)
- Proton (có thể bổ sung tầng đẩy thứ 4)
- Trường Chinh 5
- Trường Chinh 1, Trường Chinh 1D[cần dẫn nguồn]
- Zenit-3SL
- Unha-3[cần dẫn nguồn] (Triều Tiên)
- KSLV-2 "Nuri" (Hàn Quốc)[cần dẫn nguồn]

### Tên lửa có 2 tầng đẩy + tầng đẩy tăng cường
Một số thiết kế tên lửa (hạng trung đến hạng nặng) không được thiết kế 3 tầng đẩy mà chúng sử dụng thiết kế 2 tầng đẩy trung tâm cộng thêm tầng đẩy tăng cường (Tầng đẩy "0"). Trong thiết kế tên lửa này, thì các động cơ trên tầng đẩy tăng cường và tầng đẩy 1 sẽ cùng được kích hoạt, thay vì lần lượt như ở thiết kế tầng đẩy nối tiếp, giúp cho tên lửa có lực đẩy rất lớn để cất cánh với đầy đủ trọng tải. Tầng đẩy tăng cường sau đó sẽ được đẩy khỏi thân tên lửa chính sau khi bay vài phút để làm giảm tổng trọng lượng tên lửa.
- Tàu con thoi ;
- Angara A5
- Ariane 5
- Atlas V 551[15]
- Delta II
- Delta III[cần dẫn nguồn]
- Delta IV
- Falcon Heavy[16]
- Geosynchronous Satellite Launch Vehicle Mk III của Ấn Độ (Tuy nhiên, giống như tên lửa Titan IIIC, tên lửa GSLV MkIII chỉ phóng bằng 2 động cơ đẩy tăng cường. Động cơ chính trung tâm sẽ chỉ được kích hoạt sau khi tên lửa bay được vài phút, ngay trước khi động cơ tăng cường được tách bỏ.)
- H-IIA, H-IIB[cần dẫn nguồn]
- Soyuz
- Space Launch System
- Titan IV
- Trường Chinh 2E, Trường Chinh March 2F, Trường Chinh 3B[cần dẫn nguồn]

## Tên lửa đẩy 4 tầng

### Một số ví dụ về tên lửa đẩy 4 tầng[cần dẫn nguồn]
- Ariane 1
- PSLV của Ấn Độ
- Minotaur IV
- Proton
- Minotaur V
- ASLV của Ấn Độ

### Một số ví dụ về tên lửa gồm 3 tầng đẩy + tầng đẩy tăng cường
- Trường Chinh 5